# Alyson Hannigan
Pour les articles homonymes, voir Hannigan.
Alyson Hannigan, née le 24 mars 1974 à Washington, DC, est une actrice américaine.
Elle se fait connaître mondialement, grâce au personnage Willow Rosenberg dans la série télévisée fantastique Buffy contre les vampires (1997-2003). Par la suite, elle jouera le personnage Lily Aldrin dans la sitcom comique How I Met Your Mother (2005-2014). 
Au cinéma, elle est célèbre pour avoir joué Michelle Flaherty dans la saga cinématographique American Pie (1999-2012), Amour, mariage et petits tracas (2011), mais aussi récemment dans le film à succès Flora & Ulysse (2021) par Disney+.

## Biographie

### Jeunesse et formation
Les parents d'Alyson Hannigan ont divorcé quand elle avait 2 ans. Sa mère, Emilie, est agente immobilière à Atlanta et son père est conducteur de camions dans le Missouri.
Elle a commencé sa carrière d'actrice en tournant des publicités dès l'âge de quatre ans à Atlanta. À l'âge de onze ans, elle s'installe à Hollywood et fait ses études secondaires à la North Hollywood High School dont elle sort diplômée en 1992.
Durant son adolescence, elle participe à plusieurs séries télévisées comme Roseanne.
Elle suit, brièvement, des cours de psychologie avant de se consacrer à sa carrière d'actrice.

### Carrière

#### Débuts et télévision (1988-1996)
En 1988, Alyson Hannigan interprète l'un des rôles principaux du film J'ai épousé une extra-terrestre, aux côtés de Dan Aykroyd et Kim Basinger et Seth Green. L'année suivante, elle joue le rôle d'une sorcière dans la série Free Spirit. Cette série fantastique du réseau ABC ne dure cependant qu'une saison, en raison de critiques catastrophiques, mais lui permet néanmoins de se faire remarquer. Elle est alors proposée pour le Young Artist Awards de la meilleure jeune actrice dans une série télévisée.
Dès lors, elle fait son chemin en apparaissant dans un grand nombre de séries télévisées comme La Famille Torkelson, Les Anges du bonheur, Un drôle de shérif. 
Elle joue aussi dans des téléfilms tels que Confusion tragique avec Bonnie Bedelia, La Vérité en face aux côtés de Tiffani Thiessen et Liaison impossible donnant la réplique à Gary Cole, Nicholle Tom et Mac Davis. 

#### DeBuffyàHIMYM: révélation et consécration à la télévision (1997-2014)

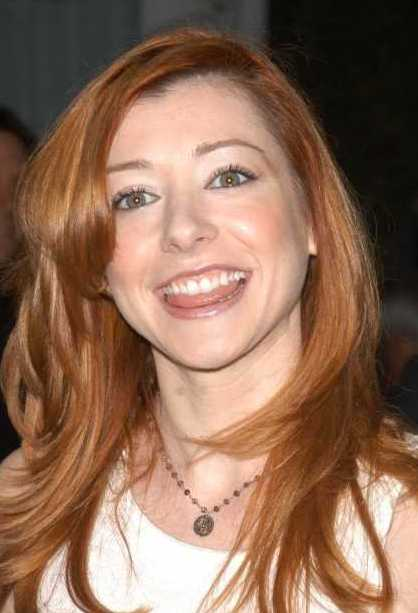
Lors de la soirée organisée afin de célébrer la dernière saison de Buffy contre les vampires, en 2003.

Alyson Hannigan se révèle au grand public par son rôle de Willow Rosenberg dans la série Buffy contre les vampires, apparaissant dans tous les épisodes de la série durant ses sept saisons, de 1997 à 2003. Initialement, le rôle revient à l'actrice Riff Regan. Mais le pilote d'essai n'ayant pas convaincu, le rôle lui est finalement attribué. 
Cette création de Joss Whedon du genre fantasy urbaine raconte l'histoire de Buffy Summers (interprétée par Sarah Michelle Gellar), une Tueuse de vampires issue d'une longue lignée d'Élues luttant contre les forces du mal, et notamment les vampires et les démons. 
Son personnage initialement présenté comme une lycéenne brillante mais peu sûre d'elle, lui permet de connaître un large succès. Il révolutionne aussi le monde du petit écran comme étant l'une des premières héroïnes lesbiennes dans ce type de programme. Le couple qu'elle a formé à l'écran avec Tara Maclay a donné l'image de l'une des relations romantiques les plus positives de la série. Willow est également apparue dans quelques épisodes de la série télévisée Angel et elle continue à faire partie des personnages principaux des séries de comics qui prolongent la série télévisée.

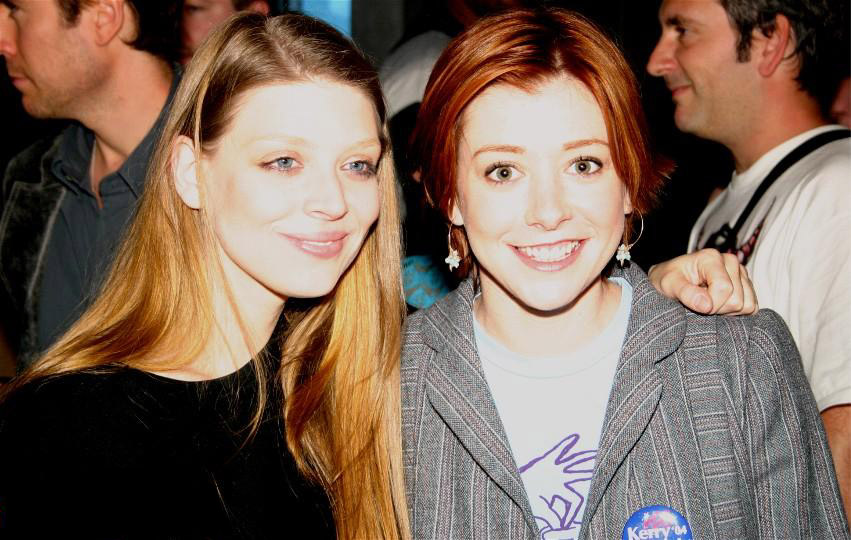
En 2004, aux côtés d'Amber Benson.

En effet, son personnage quitte peu à peu le rôle de faire-valoir de Buffy pour devenir une sorcière d'une grande puissance. Sa dépendance à la magie devient l'un des arcs narratifs principaux de la saison 6 de la série à la fin de laquelle, consumée par la colère et la peine, elle devient la méchante principale avant d'entamer sa rédemption lors de la saison 7.
Grâce à son interprétation, elle remporte le prix de la meilleure actrice de télévision dans un second rôle lors de la 29e cérémonie des Saturn Awards mais aussi le Teen Choice Awards du meilleur second rôle ainsi qu'un SFX Awards,.
En parallèle, elle profite du succès du show pour percer au cinéma. Alyson Hannigan rejoint la distribution principale d'American Pie 1 (1999) dans le rôle de Michelle Flaherty. Destinée majoritairement à un public d'adolescents, cette comédie américaine connaît un large succès qui déclenche une série de films. Dès lors, l'actrice joue dans de nombreuses comédies. 
En 2000, elle est à l'affiche de Boys and Girls porté par Freddie Prinze Jr., le mari de Sarah Michelle Gellar, ainsi que d'American Pie 2. L'année suivante, elle est l'un des premiers rôles de Braquage au féminin aux côtés de Jennifer Esposito, Nastassja Kinski et Steve Harris.
Buffy contre les vampires s'arrête finalement en 2003, au bout de sept saisons. La même année, sort American Pie : Marions-les ! qui clôt la première trilogie American Pie.
En 2004, elle joue le rôle principal de la comédie musicale Quand Harry rencontre Sally (adaptée du film) avec Luke Perry (qui a joué dans Beverly Hills 90210 ainsi que dans le film Buffy, tueuse de vampires à l'origine de la série). Entre-temps, elle fait face aux rejets de deux pilotes de séries dans lesquelles elle occupait un premier rôle : In the Game pour CBS et Americana pour NBC. 
Elle a aussi joué en 2004 dans la série américaine That '70s Show dans le rôle de Suzy Simpson, une policière qui collabore avec Michael Kelso, interprété par Ashton Kutcher, ainsi que dans quatre épisodes de Veronica Mars en 2005 et 2006.

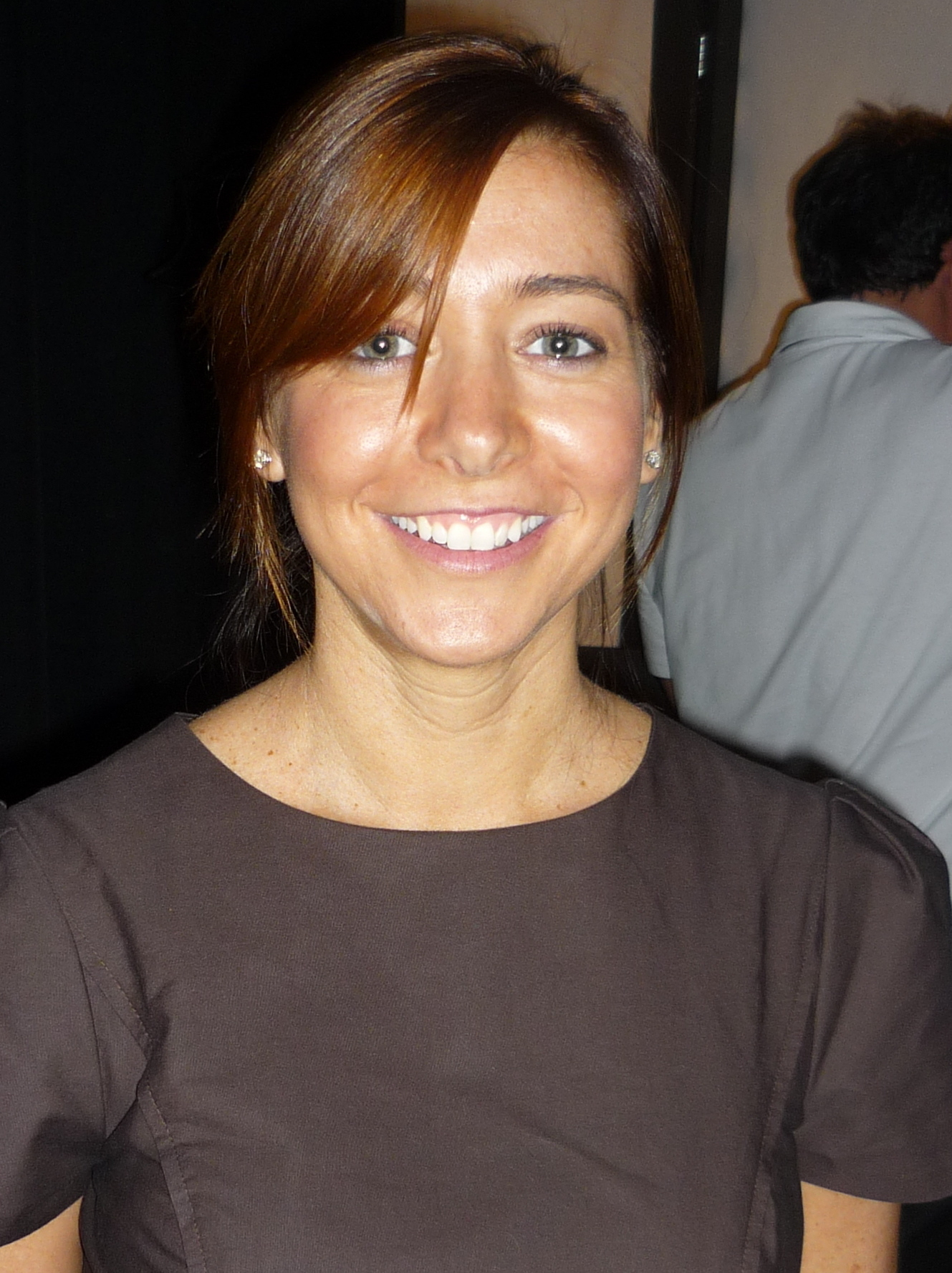
Alyson Hannigan, photographiée en 2009.

À partir de 2005, elle figure également au générique de la série américaine à succès How I Met Your Mother, diffusée sur CBS, dans laquelle elle retrouve un rôle comique. Elle joue le rôle de Lily Aldrin, un des cinq personnages principaux de la série, qui est en couple avec Marshall Eriksen. La série débute en 2030, lorsque Ted Mosby raconte à ses deux enfants comment il a rencontré leur mère. Réel plébiscite critique et public, ce show lui permet de s'installer définitivement comme une star du petit écran. Elle tient ce rôle jusqu'à la dernière saison de la série, qui s'arrête en 2014.
Parallèlement, elle poursuit dans la comédie potache en étant l'héroïne de Sexy Movie. Elle se familiarise aussi avec la pratique du doublage en prêtant sa voix pour diverses séries d'animation comme Les Simpson, American Dad!, Robot Chicken et Princesse Sofia.
En 2010, elle remporte le prix de la meilleure actrice dans une série télévisée comique lors de la cérémonie populaire des People's Choice Awards. L'année suivante, elle est à l'affiche de la comédie romantique Amour, Mariage et Petits Tracas avec Mandy Moore, Kellan Lutz et James Brolin. Étant un échec au box-office américain, il fut diffusé directement à la télévision sous-forme de téléfilm le 19 novembre 2012 sur M6, en France.

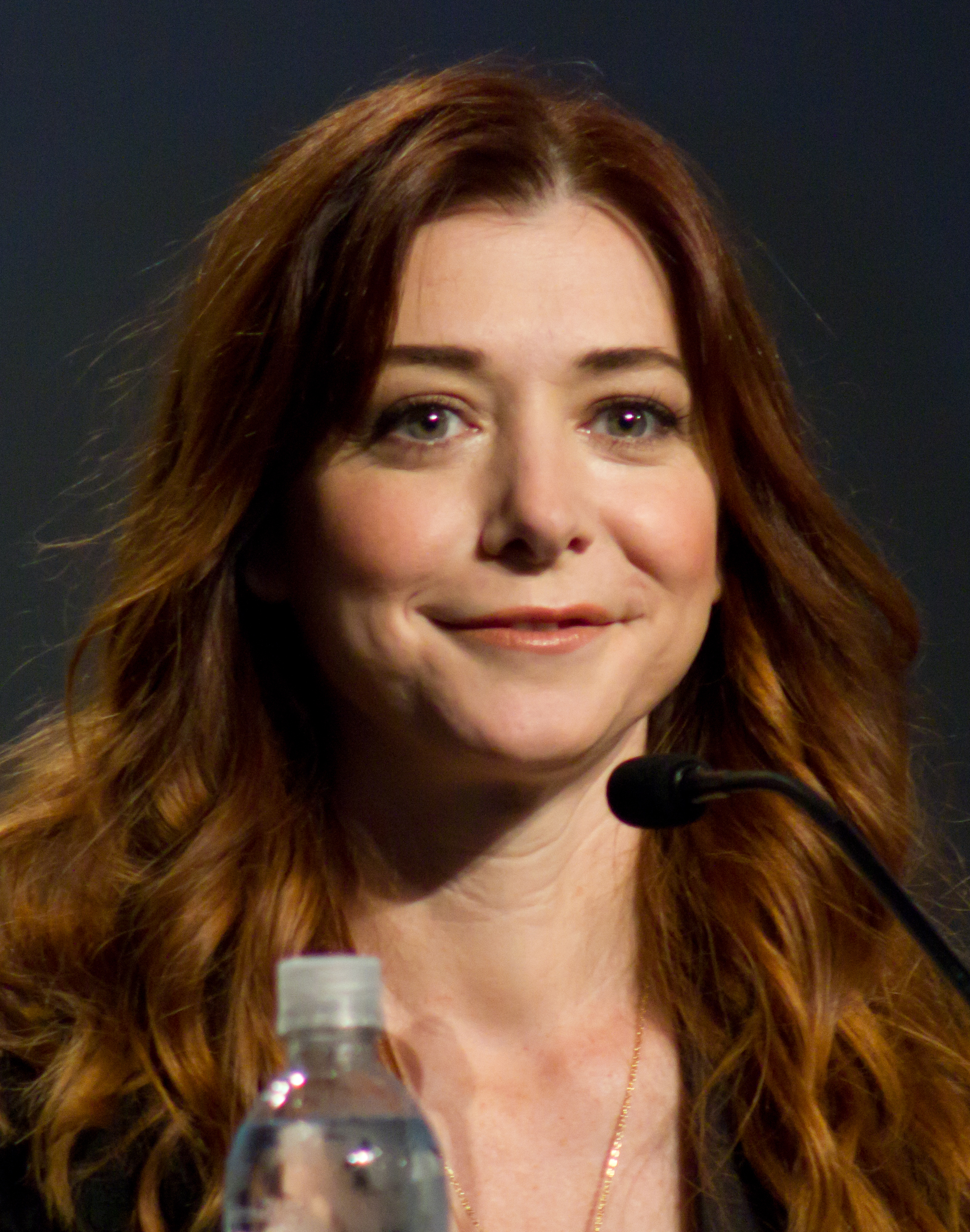
Lors de l'édition 2013 de la Comic-Con pour la promotion d’How I Met Your Mother.

En 2012, quasiment dix ans après le troisième volet, elle renoue avec le personnage de la nymphomane Michelle Flaherty pour American Pie 4, qui clôt officiellement les intrigues de la première distribution originale.

#### Cinéma indépendant et passage au second plan (2014-2020)
En 2014, libérée d'How I Met Your Mother, Alyson Hannigan s'engage sur une série de James Burrows, More Time with Family, mais le réseau CBS prend finalement la décision de ne pas commander la série. Puis, en 2016, elle subit une nouvelle annulation prématurée avec First Wives Club, l'adaptation du film homonyme par le réseau Paramount Television.
Depuis 2016, elle remplace Jonathan Ross dans le rôle de présentatrice de l'émission Penn & Teller: Fool Us. En parallèle, elle obtient un rôle dans le film salué par la critique Do You Take This Man en 2016.
En 2018, elle est choisie pour tenir l'un des rôles principaux d'une série comique développée par ABC, Man Of The House, qui marque aussi le retour en vedette de Leslie Bibb. Notamment produite par Kerry Washington, la série ne dépasse finalement pas, non plus, le stade de pilote. La même année, elle retourne au doublage pour Disney Junior afin de prêter sa voix à l'un des personnages principaux de la série d'animation Fancy Nancy Clancy. La même année, elle est à l'affiche du film You Might Be the Killer, qui sort uniquement aux États-Unis et obtient des critiques positives.
En 2019, elle est l'une des vedettes du téléfilm à succès de Disney Kim Possible. Finalement, la même année, elle se replie sur un rôle d'invitée récurrente, à partir de la saison 2 de la série Pure de WGN America.

#### Retour au 1er plan (2021-présent)
En 2021, elle est à l'affiche du film  Flora & Ulysse de Disney, qui est disponible en streaming.

### Vie privée

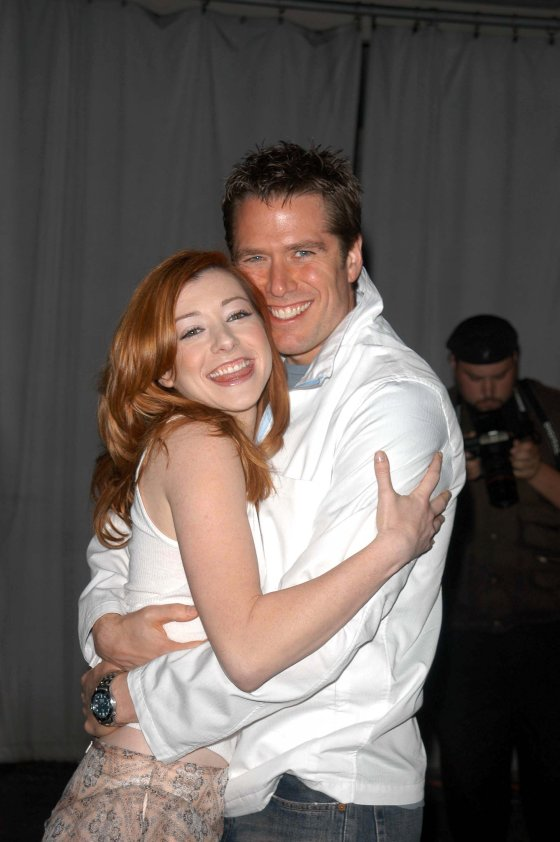
Avec son mari, Alexis Denisof, en avril 2003.

Alyson Hannigan a fréquenté Ginger Fish, l'ancien batteur de Marilyn Manson, de 1990 à 1998. 
En 1999, elle rencontre l'acteur Alexis Denisof sur le tournage de Buffy contre les vampires, qui interprète Wesley Wyndam-Pryce dans la troisième saison de la série. Ils entament une relation l'année suivante, puis se fiancent en 2002 et se marient le 11 octobre 2003 à Desert Hot Springs en Californie. Le couple a deux filles : Satyana Marie Denisof (née le 24 mars 2009) et Keeva Jane Denisof (née le 23 mai 2012).
Dans le domaine des activités caritatives, elle est l'une des actrices porte-parole de la ligue américaine contre le cancer du sein.

## Filmographie

### Cinéma
- 1986 : Impure Thoughts de Michael A. Simpson : Patty Stubbs
- 1988 : J'ai épousé une extra-terrestre de Richard Benjamin : Jessie Mills
- 1998 : Un cadavre sur le campus de Alan Cohn : Lucy
- 1999 : American Pie de Paul et Chris Weitz : Michelle Flaherty
- 2000 : Boys and Girls de Robert Iscove : Betty
- 2001 : American Pie 2 de James B. Rogers : Michelle Flaherty
- 2001 : Braquage au féminin de Gigi Gaston : Lexi
- 2003 : American Pie : Marions-les ! de Jesse Dylan : Michelle Flaherty
- 2006 : Sexy Movie de Aaron Seltzer et Jason Friedberg : Julia Jones
- 2006 : Farce of the Penguins de Bob Saget : Hottie Penguin (voix originale)
- 2011 : Amour, mariage et petits tracas de Dermot Mulroney : Courtney
- 2012 : American Pie 4 de Jon Hurwitz et Hayden Schlossberg : Michelle Flaherty
- 2016 : Modern Love de Joshua Tunick : Rachael
- 2019 : You Might Be the Killer de Brett Simmons : Chuck
- 2019 : Abducted The Mary Stauffer story de Jim Donovan : Mary Stauffer
- 2021 : Flora & Ulysse de Lena Khan : Phyllis Buckman

### Télévision

#### Téléfilms
- 1991 : Confusion tragique (Switched at Birth) de Waris Hussein : Gina Twigg
- 1995 : La Vérité en face (The Stranger Beside Me) de Sandor Stern : Dana
- 1996 : A Case for Life de Eric Laneuville : Iris
- 1996 : Liaison impossible (For My Daughter's Honor) d'Alan Metzger : Kelly
- 1999 : Hayley Wagner, Star de Nell Scovell : Jenna Jakes
- 2019 : Kim Possible de Zach Lipovsky et Adam B. Stein : Dr Ann Possible

#### Séries télévisées
- 1989-1990 : Free Spirit : Jessie Harper (rôle principal - 14 épisodes)
- 1990 : Roseanne : Jan (saison 3, épisode 3)
- 1993 : La Famille Torkelson : Samantha (saison 1, épisodes 10 et 12)
- 1994 : Les Anges du bonheur : Cassie Peters (saison 1, épisode 5)
- 1996 : Un drôle de shérif : Peggy Patterson (saison 4, épisode 21)
- 1996 : Friends for Life : Emma Daniels (pilote non retenu par Lifetime)
- 1997-2003 : Buffy contre les vampires : Willow Rosenberg (rôle principal - 144 épisodes)
- 1999 : La Double Vie d'Eddie McDowd : Gigi (voix, saison 1 épisodes 3, 4 et 13)
- 2000 : La Famille Delajungle : Gerda (voix, saison 2, épisode 36)
- 2001-2003 : Angel : Willow Rosenberg (épisodes Amie ou ennemie, Fin de règne et Orphée)
- 2002-2003 : Les Razmokets : la jeune starlette (voix, saisons 8 et 9, 3 épisodes)
- 2004 :  That '70s Show : Suzy Simpson (saison 6, épisodes 12 et 13)
- 2004 : Les Rois du Texas : Stacey Gibson (voix, saison 8, épisode 22)
- 2004 : In the Game : Paula Cale (pilote non retenu par CBS)
- 2004 : Americana : Andrea (pilote non retenu par NBC)
- 2005-2006 : Veronica Mars : Trina Echolls (saison 1, épisodes 15 et 19 - saison 2, épisodes 9 et 15)
- 2005-2014 : How I Met Your Mother : Lily Aldrin (rôle principal - 208 épisodes)
- 2009 : The Goode Family : Michelle (voix, saison 1, épisode 7)
- 2009 : Tit for Tat : Ally (pilote non retenu)
- 2011 : Les Simpson : Melody (voix, épisode Flaming Moe)
- 2011 : American Dad! : Chelsea (voix, saison 7, épisode 5 et saison 8, épisode 8)
- 2011-2018 : Robot Chicken : Margaret / Brigitta von Trapp (voix, saison 5, épisode 3 et saison 9, épisode 12)
- 2013 : That 70's show : Agent Simpson (saison 6, épisodes 12 et 13, le titre du premier épisode est : " Sally Simpson" mais Kelso l'appelle Suzie)
- 2014 : The McCarthys : Pam (saison 1, épisode 8)
- 2014 : Princesse Sofia : Winter (voix, saison 2, épisode 19)
- 2014 : More Time with Family de James Burrows : Cindy Rizzo (pilote non retenu par 20th Century Fox Television)
- 2016 : The First Wives Club de Betty Thomas : Maggie (pilote non retenu par Paramount Television)
- 2018 : Fancy Nancy : Claire Clancey (rôle principal - voix, 16 épisodes)
- 2018 : Man of the House : Jessie (pilote non retenu par ABC)
- 2019 : Pure : Esther Dunkel (rôle récurrent à partir de la saison 2)
- 2020 : Allô la Terre, ici Ned : elle-même (saison 1, épisode 16)

#### Danse avec les stars
Alyson participe à la saison 32 de Dancing With The Stars. Durant sa participation, Alysson, qui a incarné durant 9 saisons le personnage de Lily Aldrin, a rendu un hommage à How I Met Your Mother, lors d'une chorégraphie qui comportait un parapluie jaune. Ce parapluie jaune faisait directement référence à celui de Tracy McConnell, c'est-à-dire « la Mère » (interprété par Cristin Milioti) et fut l'élément crucial de l'intrigue de la série durant les 9 saisons,,.

### Jeux vidéo
- 2002 : Buffy the vampire slayer : Willow Rosenberg (voix originale)

## Distinctions
Sauf indication contraire ou complémentaire, les informations mentionnées dans cette section proviennent de la base de données IMDb.

### Récompenses
- 2000 : Young Hollywood Awards de la meilleure distribution dans une comédie pour American Pie (1999) partagé avec Jason Biggs, Chris Klein, Thomas Ian Nicholas, Shannon Elizabeth, Tara Reid, Eddie Kaye Thomas, Seann William Scott, Mena Suvari et Natasha Lyonne
- 2002 : Teen Choice Awards de la meilleure actrice dans un second rôle dans une série télévisée dramatique pour Buffy contre les vampires (1997-2003) pour le rôle de Willow Rosenberg.
- 29e cérémonie des Saturn Awards 2003 : Meilleure actrice dans un second rôle dans une série télévisée dramatique pour Buffy contre les vampires (1997-2003) pour le rôle de Willow Rosenberg.
- 2003 : SFX Awards de la meilleure actrice de science-fiction ou de fantastique dans une série télévisée dramatique pour Buffy contre les vampires (1997-2003) pour le rôle de Willow Rosenberg.
- 2010 : People's Choice Awards de la meilleure actrice dans une série télévisée comique pour How I Met Your Mother (2005-2014) pour le rôle de Lily Aldrin.

### Nominations
- 1989 : Young Artist Awards de la meilleure jeune actrice dans une comédie pour J'ai épousé une extra-terrestre (1988).
- 1990 : Young Artist Awards de la meilleure jeune actrice dans une série télévisée fantastique pour Free Spirit (1989-1990).
- 1999 : Teen Choice Awards de la meilleure actrice dans un second rôle dans une série télévisée dramatique pour Buffy contre les vampires (1997-2003) pour le rôle de Willow Rosenberg.
- 2000 : Teen Choice Awards de la meilleure actrice dans un second rôle dans une série télévisée dramatique pour Buffy contre les vampires (1997-2003) pour le rôle de Willow Rosenberg.
- Saturn Awards 2001 : Saturn Award de la meilleure actrice de télévision dans une série télévisée dramatique pour Buffy contre les vampires (1997-2003) pour le rôle de Willow Rosenberg.
- 2001 : Teen Choice Awards de la meilleure actrice dans un second rôle dans une série télévisée dramatique pour Buffy contre les vampires
- 2001 : TV Guide Awards de la meilleure actrice dans un second rôle dans une série télévisée dramatique pour Buffy contre les vampires (1997-2003) pour le rôle de Willow Rosenberg.
- 2001 : Online Film & Television Association Awards de la meilleure actrice dans un second rôle dans une série télévisée dramatique pour Buffy contre les vampires (1997-2003) pour le rôle de Willow Rosenberg.
- 28e cérémonie des Saturn Awards 2002 : Meilleure actrice dans un second rôle dans une série télévisée dramatique pour Buffy contre les vampires (1997-2003) pour le rôle de Willow Rosenberg.
- 7e cérémonie des Satellite Awards 2003 : meilleure actrice dans un second rôle - Série dramatique dans une série télévisée dramatique pour Buffy contre les vampires (1997-2003) pour le rôle de Willow Rosenberg.
- 2003 : Teen Choice Awards de la meilleure actrice dans un second rôle dans une série télévisée dramatique pour Buffy contre les vampires (1997-2003) pour le rôle de Willow Rosenberg.
- Teen Choice Awards 2004 : 
  - Meilleure actrice dans une comédie pour American Pie : Marions-les ! (2003).
  - Meilleur baiser dans une comédie pour American Pie : Marions-les ! (2003) partagé avec Jason Biggs
- 2008 : Online Film & Television Association Awards de la meilleure actrice dans une série télévisée comique pour How I Met Your Mother (2005-2014) pour le rôle de Lily Aldrin.
- 2011 : People's Choice Awards de la meilleure actrice dans une série télévisée comique pour How I Met Your Mother (2005-2014) pour le rôle de Lily Aldrin.
- 14e cérémonie des Teen Choice Awards 2012 : Meilleure actrice dans une comédie pour American Pie 4 (2014).
- 40e cérémonie des Teen Choice Awards 2014 : Copines préférées dans une série télévisée comique pour How I Met Your Mother (2005-2014) partagée avec Cobie Smulders.

## VFR (voix française)
En France, Alyson Hannigan est régulièrement doublée par Virginie Ledieu depuis la série Buffy contre les vampires. 
Au Québec, elle est régulièrement doublée par Aline Pinsonneault.